# Helsinkis metro
Helsinkis metro (finsk: Helsingin metro, svensk: Helsingfors metro) er et metrosystem i Finlands hovedstad Helsinki. Den blev åbnet i 1982. Metrosystemet er verdens nordligste. Selvom alle tog mellem Tapiola (Hagalund) og Itäkeskus (Östra Centrum) kører sammen, betragtes systemet som havende to linjer, der benævnes som M1 og M2. Det er det mindste af de fire metrosystemer i norden målt på både stationer, kilometer og passagertal på trods af, at det er ældre end Københavns Metro.

## Linjer

### M1
M1 er den længste af de to linjer i systemet, og har 27 stationer, som den tilbagelægger på 54 minutter. Af de 27 stationer er 16 delt med M2.

### M2
M2 er den korteste linje med kun 19 stationer, som den kommer igennem på ca. 35 minutter. De samme 16 stationer er delt med M1.

## Stationer
Navne på finsk og svensk i bogstavsorden efter år:
- Hakaniemi (Hagnäs) (1982)
- Herttoniemi (Hertonäs) (1982)
- Itäkeskus (Östra centrum) (1982)
- Kulosaari (Brändö) (1982)
- Rautatientori (Järnvägstorget) (1982)
- Siilitie (Igelkottsvägen) (1982)
- Kamppi (Kampen) (1983)
- Sörnäinen (Sörnäs) (1983)
- Kontula (Gårdsbacka) (1986)
- Myllypuro (Kvarnbäcken) (1986)
- Mellunmäki (Mellungsbacka) (1989)
- Ruoholahti (Gräsviken) (1993)
- Kaisaniemi (Kajsaniemi) (1995)
- Puotila (Botby gård) (1998)
- Rastila (Rastböle) (1998)
- Vuosaari (Nordsjö) (1998)
- Kalasatama (Fiskehamnen) (2007)
- Aalto-yliopisto (Aalto universitetet) (2017)
- Keilaniemi (Kägeludden) (2017)
- Koivusaari (Björkholmen) (2017)
- Lauttasaari (Drumsö) (2017)
- Matinkylä (Mattby) (2017)
- Niittykumpi (Ängskulla) (2017)
- Tapiola (Hagalund) (2017)
- Urheilupuisto (Idrottsparken) (2017)
- Espoonlahti (Esboviken) (2022)
- Finnoo (Finno) (2022)
- Kaitaa (Kaitans) (2022)
- Kivenlahti (Stensvik) (2022)
- Soukka (Sökö) (2022)